# Покау-Ленгефельд
Покау-Ленгефельд (нім. Pockau-Lengefeld) — місто в Німеччині, розташоване в землі Саксонія. Входить до складу району Рудні Гори.
Площа — 83,57 км2. Населення становить 7472 ос. (станом на 31 грудня 2020).